# Порядок наследования тонганского престола

Флаг Королевства Тонга

Герб Королевства Тонга

Порядок наследования королевского престола Тонга определен Конституцией 1875 года. Королевский престол наследуется по системе агнатическо-когнатической примогенитуры. Наследование идёт преимущественно по мужским линиям монаршего дома, и женщина может наследовать только после пресечения всех мужских представителей династии. На корону могут претендовать только законные потомки наследного принца Тевиты Унги (1824—1879), старшего сына Джорджа Тупоу I (1797—1893), первого короля Тонга в 1845—1893 годах. Член правящей династии и его потомки лишались прав на наследование, если он или она вступали в брак без разрешения монарха.

## Текущий порядок наследования престола
- Король Тупоу IV (1918—2006)
  -  Король Тупоу V (1948—2012)
  - Достопочтенный Маату (1954—2004, исключен и порядка престолонаследия в 1980 году)
    - Достопочтенный принц Тунги (род. 1990)
    - Достопочтенный Фатафехи Сионе Икамафана Танекинга о Тонга Туита (род. 1994)
    - Достопочтенный Этани Ха’амеа Тупоулахи Ту’уакитау Уи Ту’аланги Туку’ахо (род. 1995)
    -  Достопочтенная Салоте Маумаутаими Хаим Хадессах Бер Ярдена ‘Алануануа Туку’ахо (род. 1991)

  -  Король Тупоу VI (род. 1959)
    - (1) кронпринц Тупоутоа Улукалала (род. 1985)
      - (2) принц Тауфаахау Мануматаонго[1] (род. 2013)
      - (3) Принцесса Хэлэевэлу Мэйта’эхо[2] (род. 2014)
      - (4) Принцесса Нанасипау Элиана (род. 2018) [3]
      - (5) Принцесса Салоте Мафиле’о Пилолеву (род. 2021)

    - (6) Принц Ата (род. 1988)
    -  (7) Принцесса Ангелика Латуфуипека Тукуахо (род. 1983)

  -  (8) Принцесса Салоте Мафилео Пилолеву Туита, леди Туита (род. 1951)
    - (9) Достопочтенная Салоте Лупепау’у Саламасина Пуреа Вахине Арии 'Ое Хау Туита (род. 1977)
      - (10) Достопочтенная Паэдра Насеини Тупоувеихола Икалети Оло-'и-Фангатапу Фуситуʻа (род. 2003)

    - (11) Достопочтенная Титилупе Фанетупоувава’у Туита Ту’ивакано (род. 1978)
      - (12) Достопочтенный Саймон Ту’иха’ату’унга Джордж Ма’улупекотофа Ту’ивакано (род. 2011)
      - (13) Достопочтенная Микаэла Ту’ивакано (род. 2012)
      -  (14) Достопочтенная Фатафехи Ту’ивакано (род. 2013)

    - (15) Достопочтенная Фредерика Лупе’улуива Фатафехи 'о Лапаха Туита Филипе (род. 1983)
      -  (16) Достопочтенная Лату’алаифоту’аика Фахина Паэпаэ Тиан Тиан Филипе (род. 2014)

    -  (17) Достопочтенная Лупеоло Халаевалу Мохеофо Вирджиния Роза Туита (род. 1986)